# Шергова, Екатерина Борисовна
Екатери́на Бори́совна Ше́ргова (род. 14 января 1975, Москва, РСФСР, СССР) —  директор благотворительного фонда «Подари жизнь», общественный деятель.

## Биография
Родилась 14 января 1975 года в Москве в семье математика Б.А. Шматкова (род. 1952) и режиссёра-документалиста К.А. Шерговой (род. 1952). Бабушка советский и российский сценарист, журналист Г.М. Шергова (1923 — 2017). Дедушка профессор МГУ им. М.В. Ломоносова, сценарист, кинодраматург А.Я. Юровский (1921 — 2003).
В 1997 году окончила факультет журналистики МГУ им. М.В. Ломоносова.
C первого курса работала на телевидении, редактором в программе «Утро». С 1992 по 2006 год работала в качестве корреспондента и ведущей информационно-политических программ в телекомпании «Останкино», на телеканале ТВ-6 и на Третьем канале.
С 2009 по 2012 год работала ведущей информационно-политических программ на радиостанции «Сити ФМ» и телеканале «Совершенно Секретно».
В 2012 году вошла в Правление фонда «Подари жизнь» и возглавила департамент по связям с общественностью фонда, в 2018 году стала директором фонда.
Воспитывает дочь.

## Фонд «Подари жизнь»
В период работы ведущей информационной программы «Город» на Третьем канале впервые начала участвовать в благотворительных проектах. Как волонтёр, поддерживала команду «Мурзики», которые оказывали помощь детским домам.
В 2004 году, благодаря публикации журналиста Валерия Панюшкина «Четвёртая отрицательная», узнала о том, что в Российской детской клинической больнице (Москва) катастрофически не хватает доноров крови, после чего впервые пришла в больницу сдавать кровь. Вскоре через ЖЖ познакомилась с Екатериной Чистяковой, руководителем волонтёрской группы «Доноры — детям» и будущим директором фонда «Подари жизнь» (с 2011 по 2018 год). В рамках программы «Город» удалось сделать серию репортажей о донорстве, чтобы привлечь внимание телезрителей к критической ситуации с безвозмездными донорами крови.
В 2005 году помогала в качестве волонтёра на первом благотворительном концерте в театре «Современник», на котором собирали деньги на аппарат по облучению донорской крови.
26 ноября 2006 года был зарегистрирован фонд «Подари жизнь». В марте 2007 года вошла в Попечительский совет, с 2012 года состоит в Правлении фонда, тогда же возглавила департамент по связям с общественностью фонда, а с 2018 года занимает пост директора.
В 2014 году была удостоена всероссийской премии «В союзе слова и добра» в номинации «За личный вклад в развитие благотворительности в России».
В апреле 2020 года Екатерина Шергова на встрече, посвящённой поддержке некоммерческого сектора в период пандемии, на которой присутствовал Дмитрий Медведев и представители некоммерческих организаций, подняла важную многим НКО тему налоговых льгот для юридических лиц, помогающих фондам. Было предложено, чтобы компании могли относить средства на благотворительность к расходам, что позволит уменьшить налогооблагаемую базу и даст стимул участвовать в благотворительности. На тот момент пожертвования можно было совершать из чистой прибыли. Владимир Путин поддержал идею налоговых льгот для юридических лиц. Были сформированы поручения президента, на их основе Правительство внесло в Госдуму законопроект с поправками в налоговый кодекс. 8 июня 2020 года Федеральный закон № 172-ФЗ «О внесении изменений в Налоговый кодекс Российской Федерации» вступил в силу.
На ПМЭФ-2021 Шергова выступила на сессии, посвящённой вопросам укрепления сотрудничества государства, бизнеса и благотворительных НКО. В своём докладе затронула тему налоговых льгот для бизнеса, чтобы ещё раз напомнить о возможности для компаний развивать благотворительную культуру, а для фондов — системные и инфраструктурные проекты. 
27 октября 2021 года Шергова выступила на Совете при Правительстве РФ по вопросам попечительства в социальной сфере с предложениями по доработке нового «Порядка оказания медпомощи взрослым и детям с онкозаболеваниями», который был подготовлен Минздравом. В частности, затронула угрозу возникновения кадрового коллапса с введением новой специальности «детский врач онколог-гематолог» по причине того, что система сертификации таких врачей отсутствует. Также было сказано, что, если высокотехнологичную помощь смогут оказывать только больницы, где есть отделения лучевой, радионуклидной диагностики и радиотерапии, большинство региональных клиник не сможет соответствовать новым требованиям, что значительно увеличит очереди в федеральные центры и сделает помощь менее доступной. Был затронут и вопрос штатных нормативов детского кабинета онкологии и гематологии: один специалист на 100 000 детей в регионе, что эффективно в европейской части страны, но не за Уралом, где расстояния между региональными центрами могут достигать тысячи километров, из-за чего дети остаются без помощи.   
В 2021 году получила премию GQ Super Women в номинации «Благотворительность».